# Marian Burchardt
Marian Burchardt (Eisenach, 1975) és un sociòleg i professor universitari alemany. Treballa en el camp de la sociologia comparada global de la cultura i la religió.
Marian Burchardt va estudiar sociologia, política i comunicació a la Universitat Tècnica de Dresden, la Universitat de Leipzig i la Universitat Autònoma de Barcelona del 1995 al 2004. Després d'obtenir el màster a Leipzig, es va doctorar en sociologia el 2010 amb una tesi sobre religió i sida a Sud-àfrica: una sociologia cultural. Del 2012 al 2017 va fer una estada al Max Planck Institute for the Study of Religious and Cultural Diversity (Grup de Recerca Governança de la Diversitat Cultural) de Göttingen. Burchardt va ser investigador i va visitar la New School for Social Research de Nova York, al Centre for Germany and European Studies de la Université de Montréal, la Universitat de Stellenbosch (Sud-àfrica) i el Max Weber Centre de la Universitat d'Erfurt. En els programes d'estudi 2017/18 i 2022/23, va rebre la visita del grup educatiu DFG Multiple Secularities – Beyond the West, Beyond Modernities de la Universitat de Leipzig. Des del 2018, és professor de Sociologia (Transregionalisme) a l'Institut de Sociologia i al Centre de Dinàmica Global de Leipzig (Institut d'Estudis Globals a Europa) de la Universitat de Leipzig.
Marian Burchardt va rebre un Premi Heinz Maier-Leibnitz de la Fundació Alemanya per a la Recerca (DFG) el 2015 (camp: recerca social empírica). Des del 2025 és coeditor de la Zeitschrift für Soziologie (ZfS).